# American Girl
American Girl è un singolo della cantante statunitense di musica pop e cantautrice Bonnie McKee. La canzone è stata scritta da McKee, Josh Abraham, Jon Asher, Oliver Goldstein, Alex Drury, e Jacknife Lee. È stato prodotto da Abraham e Goldstein, con la produzione aggiuntiva di Matt Rad e la produzione vocale di Sean Walsh. È stato pubblicato il 23 luglio 2013 come primo singolo dal suo secondo album in studio, che uscirà nella primavera del 2024.

## Pubblicazione
McKee ha reso il singolo disponibile per il download gratuito attraverso il suo sito ufficiale dopo che ai fan "è piaciuto" dalla sua pagina di Facebook. La canzone è stata pubblicata su iTunes in tutti i paesi ad eccezione del Regno Unito il 23 luglio 2013.

## Tracce
1. American Girl – 3:43